# András Sován
András Sován es un deportista húngaro que compitió en piragüismo en la modalidad de aguas tranquilas. Ganó dos medallas en el Campeonato Mundial de Piragüismo de 1954, y una medalla en el Campeonato Europeo de Piragüismo de 1961.

## Palmarés internacional
| Campeonato Mundial | Campeonato Mundial | Campeonato Mundial | Campeonato Mundial |
| Año                | Lugar              | Medalla            | Evento             |
| ------------------ | ------------------ | ------------------ | ------------------ |
| 1954               | Mâcon (Francia)    | Medalla de plata   | K1 4 × 500 m       |
| 1954               | Mâcon (Francia)    | Medalla de bronce  | K2 500 m           |
| Campeonato Europeo |                    |                    |                    |
| Año                | Lugar              | Medalla            | Evento             |
| 1961               | Poznań (Polonia)   | Medalla de oro     | K4 10 000 m        |